# Mordella legionensis
Mordella legionensis es una especie de coleóptero de la familia Mordellidae.

## Distribución geográfica
Habita en la península ibérica (España).